# Elephantomyia (Elephantomyia) distinctior
Elephantomyia (Elephantomyia) distinctior is een tweevleugelige uit de familie steltmuggen (Limoniidae). De soort komt voor in het Neotropisch gebied.